# Cantonul Saint-Hippolyte-du-Fort
Cantonul Saint-Hippolyte-du-Fort este un canton din arondismentul Le Vigan, departamentul Gard, regiunea Languedoc-Roussillon, Franța.

## Comune
- Conqueyrac
- Cros
- La Cadière-et-Cambo
- Pompignan
- Saint-Hippolyte-du-Fort (reședință)